# Alpár Sándor
Alpár Sándor (Engelmann Sámuel Sándor) (Baja, 1892. szeptember 24. – Budapest, 1943. szeptember 4.) festő, grafikus.

## Életútja
Engelmann Jakab bajai kereskedő és Schönstein Regina fia. Előbb kereskedelmi iskolát végzett, azután művészeti tanulmányokat a képzőművészeti főiskolán Budapesten, ahol 1917 és 1920 között Zemplényi Tivadarnál és Réti Istvánnál tanult. Az első világháború alatt katona volt. Főleg arcképeket és tájképeket festett, rézkarcokat is készített. Először kiállított az Ifjú Művészek Egyesületének 1914. évi kiállításán a Nemzeti Szalonban (Naplemente). Munkaszolgálatosként hunyt el Budapesten nyirokmirigy daganatok, Hodgkin-kór következtében.